# Stéphanie Guerzoni
Stéphanie Caroline Jeanne Guerzoni (Vienna, 15 aprile 1887 – Ginevra, 27 marzo 1970) è stata una pittrice svizzera.

## Biografia
Figlia di Bernard Pechkranz e di Elise, nata Clavel, Stéphanie nasce in Austria. Rimasta vedova poco dopo la nascita di sua figlia, sua madre si stabilisce a Ginevra.
Nel 1909, Stéphanie sposa un commerciante di Ginevra, Joseph Guerzoni, di cui manterrà il cognome per il suo nome d’arte. L’11 ottobre 1914, dà alla luce una bambina, Denise.
Sollecitata dal marito, si iscrive à l’École des Beaux-Arts di Ginevra, dove segue prima le lezioni di Louis Dunki; poi quelle di Ferdinand Hodler. Imponendosi come una delle allieve preferite del maestro, sarà lei, dopo la sua morte nel 1918, a riprenderne lo studio di rue du Grand-Bureau, nel quartiere Acacias.
Rimasta vedova nel 1921, sposa due anni dopo il diplomatico, scrittore e poeta cecoslovacco Josef Palivek. Addetto stampa presso la Società delle Nazioni, è chiamato a Parigi come addetto culturale presso l’ambasciata di Cecoslovacchia. Seguendo lo sviluppo della carriera diplomatica del marito, i vincoli a cui la Guerzoni deve far fronte non gli consentono di dedicarsi alla pittura quanto sperato. Sentendosi costretta a scegliere tra i doveri carrieristici e l’attività di pittrice, nel 1929 decide di lasciare il domicilio coniugale per ritornare alla sua vita d’artista. Nonostante l’effettiva pronuncia del divorzio, lei e l’ex marito rimarranno sempre in buoni rapporti  .
A Parigi frequenta Suzanne Valadon, André Utter e il giornalista Vanderpyl, grande ammiratore del suo lavoro, nonché desideroso di vederla “disintossicata dal veleno svizzero”. In Francia partecipa a numerose mostre, tra cui spicca il Salon des indépendants.
Il 21 luglio 1934, la Francia gli conferisce l’ordine cavalleresco della Legion d’Onore. In quegli anni, inizia a trascorrere sempre più spesso le vacanze in Italia: in Liguria, a Viareggio ma anche a Genova, dove infine si stabilisce. Si sposa un’altra volta, con Michelangelo Spanio, Veneto di vecchia famiglia, di cui rimarrà vedova dopo trent’anni di matrimonio. In Italia, lavora senza sosta e realizza dipinti per la Casa del Fascio Nicola Bonservizi, nel quartiere di Sturla, riallacciandosi ai temi dell’avanguardia. Guerzoni dipinge anche in Umbria, dove compie una Madonna miracolosa a Città di Castello su richiesta del vescovo. Nel 1938, si stabilisce a Francavilla al Mare, nei dintorni di Pescara. Pure lì, su richiesta del vescovo locale, dipinge tre affreschi raffiguranti episodi della vita di Cristo: “Io sono la resurrezione e la vita”, la “Guarigione del cieco di Gerico” e la “Madonna del Mare”. Di notevole importanza si rivela il pittore Giovanni Bevilacqua, prodigo di consigli da cui trarrà utili insegnamenti. Nel 1939, espone a New York e a San Francisco, al fianco di altre artiste donne, con il patrocinio dell’Italian Federation of Business and Professional Women.
Lascia l’Abruzzo nel 1940 per stabilirsi a Roma dove rimarrà fino al 1943. Rientra dopodiché in Svizzera, dove risiede a Neuchâtel, dipingendo Notre-Dame de la Vigne a Saint-Aubin, su richiesta dell’abate Louis Glasson.
Dopo la guerra Guerzoni e suo marito tornano a vivere a Roma. Scegliendo in qualità di studio una roulotte appositamente risistemata, chiamata la “Colombine”, si stabilisce nel parco della Villa Strohl Fern di proprietà Francese. Inizia allora a dare una serie di conferenze su Hodler, dove tratta del suo lavoro, dei suoi insegnamenti, e racconta i suoi ricordi. Nel 1957, pubblica un volume sul maestro, “Ferdinand Hodler: sa vie, son œuvre, son enseignement, souvenirs personnels” , che dedica al giornalista e saggista Carl Albert Loosli, biografo principale dell’artista di Berna e con cui, tra l’altro, intratterrà per tutta la vita una fitta corrispondenza.
Tra il 1960 e il 1965, su richiesta del cardinale Eugène Tisserant, compie gli affreschi della Cattedrale dei Sacri Cuori di Gesù e Maria a La Storta, nella Diocesi di Porto-Santa Rufina, a nord-ovest di Roma. In un primo momento, compie la Madonna del Cenacolo; in memoria dei suoi anni di gioventù a Ginevra, vi raffigura Ferdinand Hodler (una volta con le sembianze di san Pietro, una seconda con quelle di san Bartolomeo), ma anche Félix Vibert (a cui dà i tratti di san Tommaso). Georges Navazza prende invece le vesti di una figura dell’assemblea. Lei stessa compare nell’affresco, come la sua figlia Denise. Un secondo affresco mostra l’apparizione avuta da santa Margherita Maria Alacoque a Paray-le-Monial  .
Con il sollecito di sua figlia Denise e suo cognato, Théodore Strawinsky, ritorna a Ginevra. Nel 1968, pubblica un volume illustrativo dove compaiono spiegati gli affreschi di La Storta, dettagliando i vari santi raffigurati e le sue scelte iconografiche.

## Dipinti
- Lo scultore Pedro Meylan, (1919), olio su tela, Ginevra, Musée d'art et d'histoire di Ginevra.
- Sacro Cuore di Gesù fra santi e la Pentecoste (1960-65), affreschi, La Storta, Cattedrale dei Sacri Cuori di Gesù e Maria.